# Outnote Records
OUTNOTE Records is een Belgisch platenlabel voor jazzmuziek. Het werd opgericht door Jean-Jacques Pussiau, oprichter van Owl Records en Nightbird Music, en Charles Adriaenssen, directeur van platenmaatschappij Outhere Music, die een aantal klassieke muziek-labels voert, zoals Alpha Classics. Het label is een dochter van Outhere en is gevestigd in Brussel.
Artiesten die op Outnote Records uitkwamen zijn: de groep Quest (met David Liebman), een trio van Ronnie Lynn Patterson, Kenny Werner, Eric Watson, de groep After in Paris, Lee Konitz, Bill Carrothers, de groep Lifescape en Richie Beirach.